# Nécropole de Radimlja
La nécropole de Radimlja se trouve en Bosnie-Herzégovine, sur le territoire du village d'Ošanjići et dans la municipalité de Stolac. Elle abrite 133 stećci, un type particulier de tombes médiévales. Elle est inscrite sur la liste des monuments nationaux de Bosnie-Herzégovine et fait partie des 22 sites avec des stećci proposés par le pays pour une inscription au patrimoine mondial de l'UNESCO.

## Description

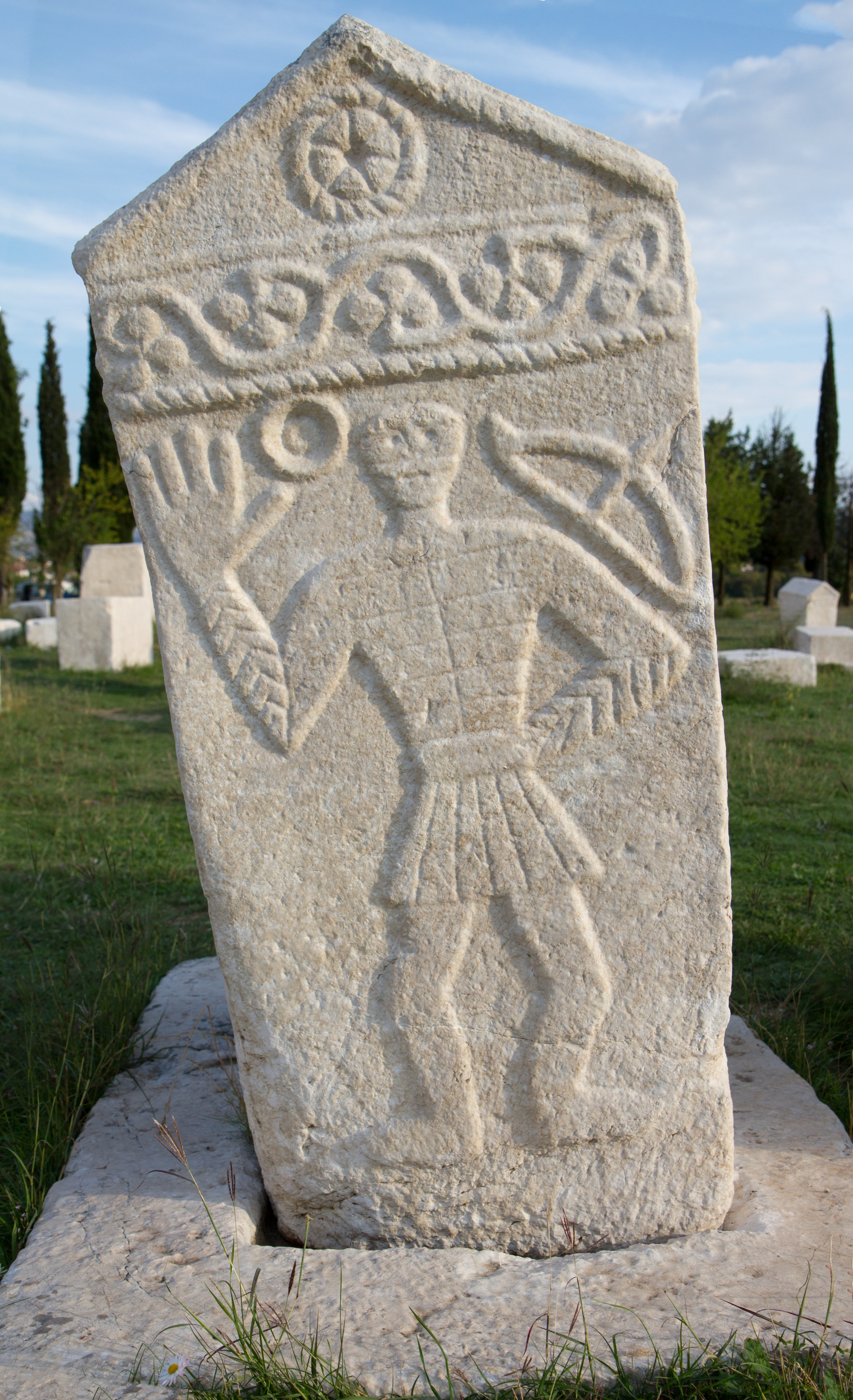
Un stećak dans la nécropole